# عدم المساواة بين الجنسين في المملكة المتحدة
يشير التحيز الجنسي أو عدم المساواة بين الجنسين في المملكة المتحدة، إلى أوجه التباين بين الأفراد تبعًا للنوع الاجتماعي. يغطي الموضوع مجموعة متنوعة من المشاغل، من التعليم وصولًا إلى تكافؤ الفرص من ناحية التوظيف والأجور.

## التشريع
نفذت الحكومة تشريعات مختلفة استجابةً للشواغل، لا سيما بما يتعلق بالتمييز الجندري، المؤسساتي والشخصي في مكان العمل، إذ يحمي قانون التمييز الجنسي لعام 1975 الأفراد من التعرض للتمييز بناءً على الجنس/النوع الاجتماعي في التوظيف، والتدريب المهني، والتعليم، وتوفير السلع وبيعها، وفي المرافق والخدمات، والمكاتب، وأثناء ممارسة الوظائف العامة، وعُدّل ذلك بموجب قانون التمييز الجنسي لعام 2002 (المرشحين للانتخابات).
يفرض قانون المساواة في الأجر لعام 1970 المساواة في الأجر عن العمل المتساوي بغض النظر عن الجنس/النوع الاجتماعي للفرد، كما تحمي قوانين التمييز الجنسي (إعادة تعيين النوع الاجتماعي) لعام 1999 حقوق الأفراد الذين يعتزمون الخضوع لإعادة تعيين الجنس أو ممن يخضعون لذلك أو ممن خضعوا سابقًا له. تتعلق هذه القوانين بالأجور والمعاملة في التوظيف والعمل الحر والتدريب المهني.
عملت قوانين المساواة لعامي 2006 و2010 على تدوين جميع تشريعات المساواة في بريطانيا العظمى وجمعها، وتوفير حماية مماثلة عبر جميع مجالات المساواة.
تعدّ لجنة المساواة وحقوق الإنسان، هيئة عامة غير وزارية مسؤولة عن تعزيز قوانين المساواة وعدم التمييز وإنفاذها في إنجلترا واسكتلندا وويلز، فيما يعدّ المكتب الحكومي المعني بمسائل المساواة، دائرة حكومية مكلفة بتعزيز المساواة بين الجنسين وتحسينها ضمن حكومة المملكة المتحدة نفسها، وهو المسؤول عن مراجعة قانون التمييز، وتقديم المشورة بشأن جميع أشكال المساواة الأخرى إلى الإدارات الحكومية الأخرى في المملكة المتحدة. عُرف المكتب الحكومي المعني بمسائل المساواة سابقًا باسم وحدة المرأة والمساواة.

## القضايا

### الثقافة
لوحظ أن «ثقافة الفتى» المنتشرة في المملكة المتحدة قد تطورت على نحو متزايد، ووصفت أنها طريقة ساخرة وواعية استخدمها الشباب من أجل تبني «موقف معاد للعقلانية، يحتقر التوعية ويهتم بالشرب والعنف، وموقف ما قبل نسوي وعنصري تجاه النساء باعتبارهن كائنات ومخلوقات جنسية من نوع آخر». خلص المقرر الخاص للأمم المتحدة المعني بالعنف ضد المرأة في أبريل عام 2014، إلى انتشار «ثقافة نوادي الفتيان المتحيزة جنسيًا» في بريطانيا.
اجتذبت هذه الثقافة انتقادات واسعة من الدوائر النسوية، إذ انتقدتها جيرمين غرير في كتابها لعام 2000 «المرأة ككل» بينما أكدت كيرا كوكرين أن «العالم المظلم ما لقّمها لنا، وقد تركت ثقافة الفتى إرثًا لنا».
يعتقد المعلقون أن ثقافة الفتى قد أثرت على السياسة، وقللت من قدرة المرأة على المشاركة، ووجدت دراسات الصناعات مثل مهنة الهندسة المعمارية أن ثقافة الفتى كان لها تأثير سلبي على النساء في إكمال تعليمهن المهني.
أسست الكاتبة البريطانية النسوية لورا بايتس مشروع التمييز اليومي على أساس الجنس في أبريل 2012، وهو موقع إلكتروني ومنصة على وسائل التواصل الاجتماعي هادف إلى توثيق الأمثلة اليومية للتمييز على أساس الجنس كما يفيد المساهمون، إذ تُجمع بعد ذلك الطلبات المقدمة من قبل مجموعة صغيرة من المتطوعين يقودهم إيمر أوتول، الباحث في كلية رويال هولواي في جامعة لندن. جمع الموقع 25000 مشاركة من 15 دولة بحلول أبريل 2013.

### التوظيف
هناك فجوة قائمة في الأجور بين الجنسين في المملكة المتحدة، ومن أهم العوامل المرتبطة بها: العمل بدوام جزئي، والتعليم، وحجم الشركة التي أُخذت منها العينة، والفصل المهني (النساء ممثلات تمثيلًا ناقصًا في المهن الإدارية وذات الأجر المرتفع). وُجد عند مقارنة الأدوار بما يخص الدوام الكامل في المملكة المتحدة، أن الرجال يميلون إلى العمل لساعات أطول قليلًا من النساء. وُجد بالاعتماد على الفئة العمرية ومعدل ساعات العمل أن الرجال يعملون في وظائف الدوام الكامل ساعات أكثر مقارنة بالنساء العاملات بدوام كامل بنسبة تتراوح بين 1.35% و17.94%. هناك فجوة قائمة في الأجور بين الجنسين في المملكة المتحدة، وتزداد مع تقدم العمر ومعدلات الأرباح، على الرغم من أخذ الفروق في ساعات العمل بعين الاعتبار.